# Herbitzheim
Herbitzheim es una localidad y  comuna francesa situada en el departamento de Bajo Rin, en la región de Alsacia. Pertenece al distrito de Saverne y al cantón de Sarre-Union. Tiene una población de 1.832 habitantes (según censo de 1999) y una densidad de 84 h/km².
Está integrada en la Communauté de communes du Pays de Sarre-Union.

## Demografía
| 1739                       | 1850 | 1814 | 1834 | 1894 | 1832 |
| (Fuente: [cita requerida]) |      |      |      |      |      |